# آيت أومكداول أغيل (بين الويدان)
آيت أومكداول أغيل هي إحدى مشيخات المملكة المغربية، تتبع جغرافيا لإقليم أزيلال وإداريًا لبين الويدان. يقدر عدد سكانها بـ 1602 نسمة حسب الإحصاء الرسمي للسكان والسكنى لسنة 2004.